# المخطوطات القرآنية المبكرة

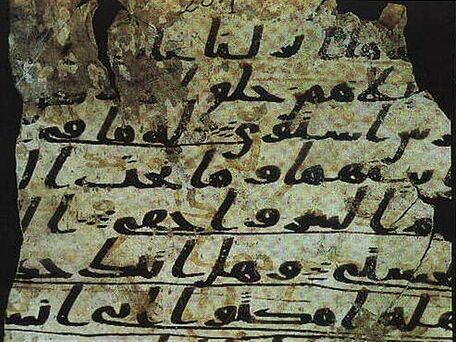
مخطوطات صنعاء للقرآن

ظل القرآن الكريم على هذه الحال مفرقًا غير مجموع في مصحف واحد، إلى أن كانت خلافة أبي بكر، فواجهته أحداث جسيمة، وقامت حروب الردة، واستحرّ القتل بالقراء في وقعة اليمامة - سنة اثنتي عشرة للهجرة - التي استشهد فيها سبعون قارئاً من حفاظ القرآن. هالَ ذلك عمر بن الخطاب، وخاف أن يضيع شيء من القرآن بموت حفظته، فدخل على أبي بكر، وأشار عليه بجمع القرآن وكتابته خشية الضياع، فنفر أبو بكر من مقالته، وكَبَرَ عليه أن يفعل ما لم يفعله النبي، فظل عمر يراوده حتى اطمئن أبو بكر لهذا الأمر. ثم كلف أبو بكر زيد بن ثابت بتتبع الوحي وجمعه، فجمعه زيد من الرقاع والعسب واللخاف وصدور الرجال. حرص زيد بن ثابت على التثبت مما جمعه، ولم يكتف بالحفظ دون الكتابة، وحرص على المطابقة بين ما هو محفوظ ومكتوب، وعلى أن الآية من المصدرين جميعًا. فكان ذلك، أول جمع للقرآن بين دفتين في مصحف واحد. واحتفظ أبو بكر بالمصحف المجموع حتى وفاته، ثم أصبح عند حفصة بنت عمر. وهذه عدد من المخطوطات القرآنية المعروفة التي يرجع تاريخها إلى القرن السابع أو الثامن ميلاديًا.

## مخطوطات مكتوبة بالخط الحجازي
تعتبر المخطوطات الحجازية من أقدم أشكال النصوص القرآنية ، ويمكن تمييزها بالخط الحجازي. يتميز الخط الحجازي بأنه «خط عربي مائل وغير رسمي». تمت كتابة المصاحف الأكثر استخدامًا بالخط الحجازي، وهو النمط الذي نشأ قبل الخط الكوفي. يتم تصوير ذلك من خلال الميل الأيمن للأعمدة الطويلة للحروف ، والامتداد الرأسي للحروف.

### مخطوطات صنعاء
مخطوطات صنعاء، هي واحدة من أقدم المخطوطات القرآنية الموجودة حاليًا. عثر عليها مع مجموعة من المخطوطات القرآنية وأخرى غير قرآنية في اليمن في عام 1972 خلال ترميم الجامع الكبير في صنعاء. المخطوطة مكتوبة على رق، يتألف من طبقتين من النصوص (انظر طرس). الجزء العلوي من النص يتوافق مع معيار الرسم العثماني ضمن القرآن، في حين أن الجزء السفلي من النص يحتوي على العديد من التغيرات على مستوى النص. ، نشرت طبعة من الجزء السفلي نشرت في عام 2012. وأرخ فحص الكربون المشع نصوص ومحتويات الجزء السفلي إلى ما قبل 671 م بدقة تقارب 99 ٪.قال مختصون ان سبب هو ان هذي مخطوطات كتبها اطفال اثناء درس حفظ قران ولهذا توجد اخطاء في كتابة

### مخطوطات باريسينو بيتروبوليتانس

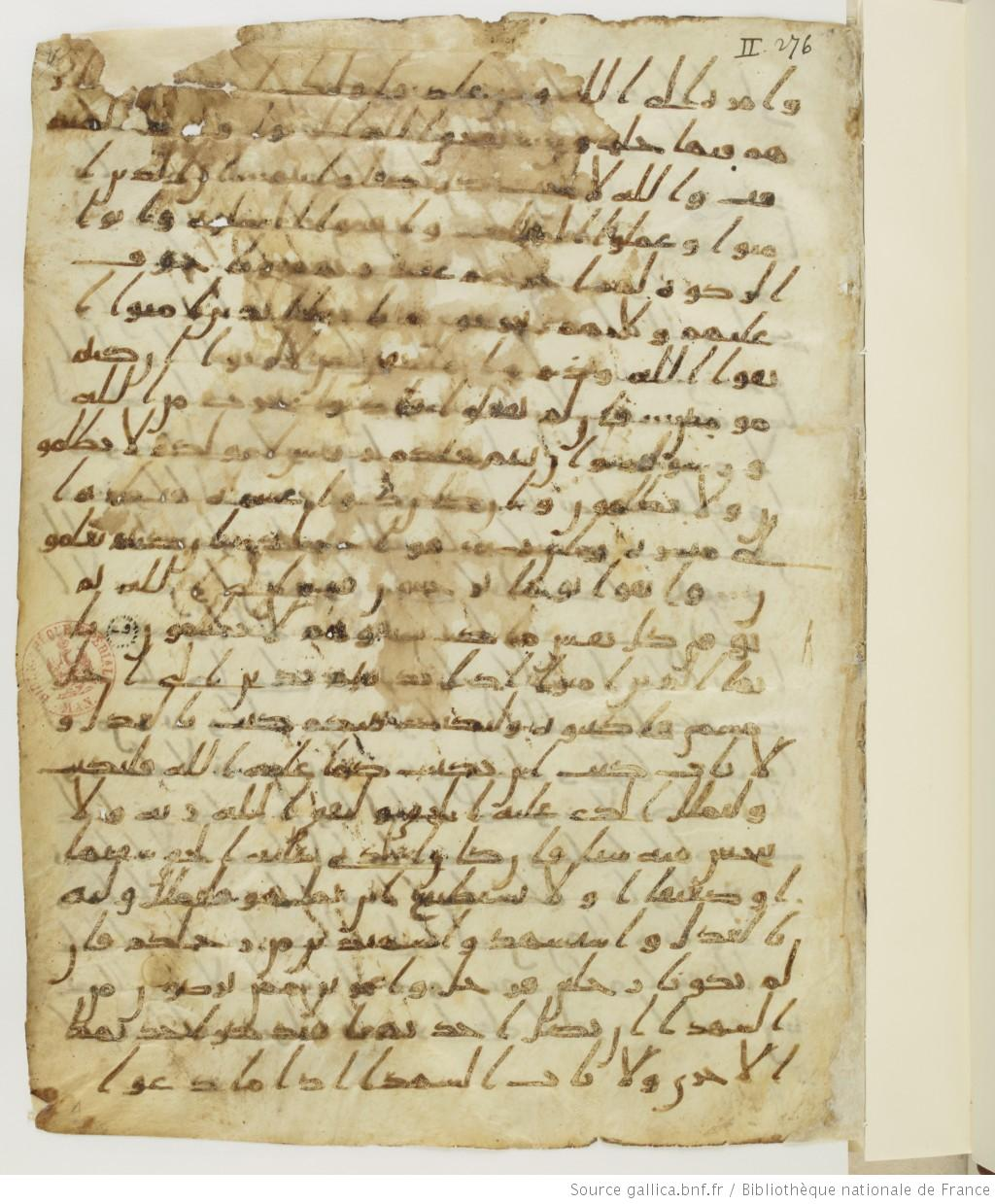
الورقة الأولى من مخطوطات باريسينو بيتروبوليتانس

"Codex Parisino-petropolitanus" حفظت فيما مضى أجزاء من اثنين من أقدم المخطوطات القرآنية الموجودة. معظم المخطوطات القرآنية المتبقية، احتفظ بها في أجزاء متفرقة، الجزء الأكبر منها محفوظ في المكتبة الوطنية الفرنسية تحت مسمى (BNF Arabe 328(ab. 
46 موجودة في المكتبة الوطنية الروسية، وواحدة في مكتبة الفاتيكان، وفي مجموعة الخليلي.

#### مخطوطات المكتبة الوطنية الفرنسية (Arabe 328)ومخطوطات برمنغهام
مخطوطات المكتبة الوطنية الفرنسية (BnF) المعروفة بالمجوعة c) Arabe 328) والمعروفة سابقًا ب(Arabe 328 (ab تضم 16 من العُسُب -جرائد النخل-،  مع اثنتين إضافيتين اكتشفت في برمنغهام في عام 2015 ( مشهورة باسم Mingana 1572a).
هذه المخطوطة قد تشير إلى منتصف القرن السابع الميلادي: وقد تم تحليل نخطوطة برمنغهام كربونيًا جزء تم الكربون مؤرخة بين 568 و 645 مع ثقة 97.2%[بحاجة لتوضيح].
(BnF Arabe 328(c كان جزءا من الكثير من صفحات من مخزن المخطوطات القرآنية في مسجد عمرو بن العاص في الفسطاط التي اشتراها الفرنسي المستشرق جان-لويس Asselin دي (Cherville (1772-1822 عندما شغل منصب القنصل الفرنسي في القاهرة خلال 1806–1816.
الورقات الستة عشر الموجودة في باريس تحتوي على نص سورة 10:35 11:95، 20:99 23:11، ينما الورقات الأخرى الموجودة في برمنغهام تتمة للآيات القرآنية للسور، إضافةً إلى آيات من سورة 18، 19 و20.
النص مكتوب في الصيغة التي أصبحت بعد ذلك معيارًا لنصوص القرآن كلها، مع فواصل السور المشار اليها بزخرفات خطية، ونهايات الآيات بمجموعة من النقاط المتماثلة المتراصة بالقرب من بعضها البعض.

### مخطوطات توبنغن
في تشرين الثاني / نوفمبر 2014، أعلنت جامعة توبنغن في ألمانيا أن جزئين من المصحف في حوزتهم (المسجلة تحت رقم "Ms M a VI 165" ) قد تم تأريخها باستخدام بالكربون المشع (بدقة تقارب 95%) إلى الفترة بين 649 و 675 ميلاديًا. المخطوطة مكتوبة بالخط الحجازي، على الرغم من أن كتالوج عام 1930 الذي ضم مجموعة مخطوطات توبنغن صنفها على أنها مكتوبة بالخط الكوفي (وذلك خطأً من مصنفها)، وتتكون المخطوطات من الآية 36 من سورة طه 17:36 إلى الآية 57 من سورة يس (وجزء من الآية 35 من سورة طه).

## المخطوطات الكوفية
لفترة طويلة، مخطوطات طوب قابي ومخطوط سمرقند تعتبر أقدم نسخ القرآن في الوجود. كلا المخطوطتان أكثر أو أقل اكتمالا. كتبوا باستخدام الخط الكوفي. عموما يمكن أن يعود تاريخها إلى أواخر القرن الثامن الميلادي اعتمادا على مدى التطور في حروف النص في كل مخطوطة.

### مخطوطة طوب قابي
تعد مخطوطة طوب قابي مخطوطة مبكرة للقرآن تعود إلى نهاية القرن الثامن الميلادي. هذه المخطوطة محفوظة في مكتبة متحف قصر طوب قابي، اسطنبول، تركيا. وهي مخطوطة تنسب إلى عثمان بن عفان، ولكن انطلاقا من تذهيبات المخطوطة، فان مخطوطة طوب قابي لا تعود إلى الفترة (منتصف القرن السابع الميلادي) عندما تمت كتابة نسخ الخليفة عثمان بن عفان للقرآن.

### مخطوطات سمرقند
مخطوطة سمرقند المحفوظة في طشقند، هي مخطوطة مكتوبة بالخط الكوفي، وتعتبر واحدة من مخطوطات عثمان بن عفان، ولكن تم تأريخها إلى القرن الثامن أو التاسع الميلادي من قِبل الدراسات الخطية وفحص المخطوطة باستخدام الكربون المشع. الفحص بالكربون المشع أظهر (باحتمال 95.4%) أن المخطوطة ترجع إلى الفترة بين 795 إلى 855 ميلاديًا.
تأريخ جون غليكرست (مؤلف كتاب jam al-qur'an) لأي مخطوطة مكتوبة بالخط الكوفي إلى نهايات القرن الثامن الميلادي تعرض لانتقادات من قبل العلماء الآخرين الذين قد استشهدوا بالكثير من النماذج التي سبقت ذلك التاريخ بالرغم من انها مكتوبة بالخط الكوفي والخط الكوفي المبكر. أهم هذه النماذج هي نموذج القرآن المكتوب بالخط الكوفي والمكتشف في قبة الصخرة في القدس (692).
النقوش الحجازية والكوفية المبكرة على الصخور يمكن أن تعود إلى وقت مبكر من عام 646 ميلادي. النقاش بين الباحثين انتقل من النقاش حول التاريخ الأصلي للمحطوطة إلى نقاش على حالة تطور الخط الكوفي في المخطوطات الأولى وفي النقوش التي تعود إلى القرن السابع.